# Bagad Landi
Le Bagad Landi est un ensemble traditionnel de musique bretonne, créé en 1959 à Landivisiau. Il évolue actuellement en 4e catégorie du championnat national des bagadoù.

## Historique
Le Bagad Landi est à l'origine un bagad scolaire, créé en 1959 par le frère Dominique Aubernon professeur au collège Saint-Joseph. Durant les années 1960, le groupe concourt en seconde catégorie. Le bagad Landi représente la ville de Landivisiau lors des concours nationaux Bodadeg ar Sonerion. Dans les années 1970, comme tous les bagadoù scolaires, il se met en sommeil.
C'est en 1984, à l'initiative d'anciens sonneurs et à l'occasion du centenaire de l'école Saint-Joseph que le groupe renaît. Très vite une école de musique est mise en place et c'est avec une formation mêlant anciens et jeunes sonneurs que le Bagad reprend les concours en 1989 en 4e catégorie.
En 1995, le Bagad Landi remporte le championnat de Bretagne de quatrième catégorie à Lorient et accède ainsi en troisième catégorie. Ses résultats sont ensuite réguliers dans le haut du tableau (4e en 1997, 2e en 1998). Il représente régulièrement le Pays de Landi en France et à l’étranger (Espagne, Angleterre, Allemagne, Roumanie…).
En 1998 le groupe sort son premier CD. Le Bagad fête ses 40 ans en 1999 avec la participation notamment de tous les bagadoù du Nord-Finistère, du Bagad de Lann-Bihoué et du Bagad ar Meilhoù Glaz. Il enregistre également son premier CD. 5e en 2001 au concours de 3e catégorie à Saint-Brieuc, il estime sa place non représentative. En 2002, il monte sur la troisième marche du podium, à Lorient. En 2003 il sort son nouveau CD, "Setu" et présenter un spectacle avec le cercle celtique de Saint-Thégonnec.
En 2009 à l’occasion de ses 50 ans, il sort son 3e album, sur lequel il interprète ses morceaux fétiches comme Triniou (air repris par le bagad de Lann-Bihoué) ou des airs qui figuraient sur leur 45 tours enregistré dans les années 1960, remis au goût du jour. Des groupes comme Gwelloc'h ou Forzh Penaos y participent. Le bagad fête ses 50 ans le 13 juin 2009 et partage ce même été la scène avec les Groove Boys lors de concerts comme le 14 juillet à Bénodet, le Festival de Cornouaille à Quimper ou encore le Festival de chant de marins à Paimpol.
En 2010 il accède en seconde catégorie.
En 2011 il interprète une suite du Pays de Loudéac avec l’ajout de musiciens en complément des pupitres (violon, chant, clarinette, percussions). À Vannes, avec la note de 15.4, il obtient la quatrième place en 2e catégorie.
En 2023 , le bagad prend une année sabbatique afin d'intégrer au mieux les jeunes.
En 2024 , le bagad reprend les concours en 4e catégorie où il termine 2ème avec une note de 16,52 derrière le bagad Men Ru lors de la première manche.

## Structure

### Le Bagad
Le groupe principal, le « Bagad Landi », comporte une trentaine de musiciens répartis en trois pupitres, chacun réunissant les joueurs d'un même instrument (biniou, bombarde, batterie). Il évolue en quatrième catégorie du championnat national des bagadoù.

### La formation
L'association accueille de plus en plus de jeunes musiciens initiés à la formation en groupe par l'école de musique. Ils sont une trentaine en 2014 à suivre l'apprentissage basé sur la pratique instrumentale (cornemuses, bombardes, batteries). Après la maîtrise des bases de leur instrument, les élèves peuvent intégrer le bagad école, le Bagadig Landi.

### Costumes
Le premier costume du bagad est confectionné en 1960 par l'entreprise Le Minor.
Il est renouvelé en 2017. Certains aspects comme la broderie de couleur gris argent sont alors conservés, certains rajouts sont alors effectués. Un costume féminin spécifique est réalisé par Joëlle Ramonet et Alix Roland, incorporant des broderies de fleurs à leurs plastrons et des sacs.

## Discographie

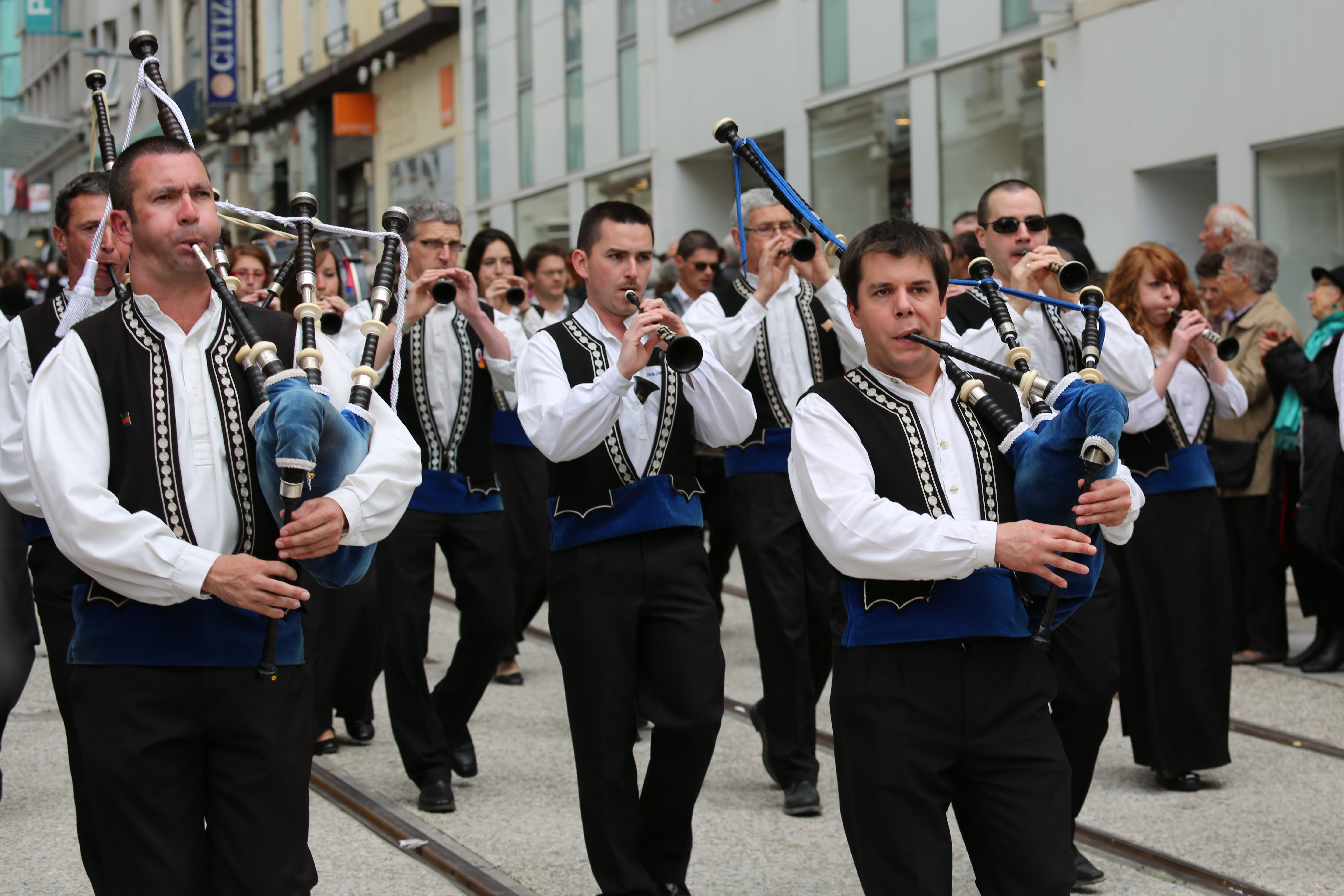
Sonneurs du bagad Landi en 2012